# Таблашени (Муреш)
Таблашени (рум. Tăblășeni) насеље је у Румунији у округу Муреш у општини Икланзел. Oпштина се налази на надморској висини од 409 m.

## Становништво
Према подацима из 2002. године у насељу је живело 26 становника, од којих су сви румунске националности.